# Pfaffing (Landkreis Rosenheim)

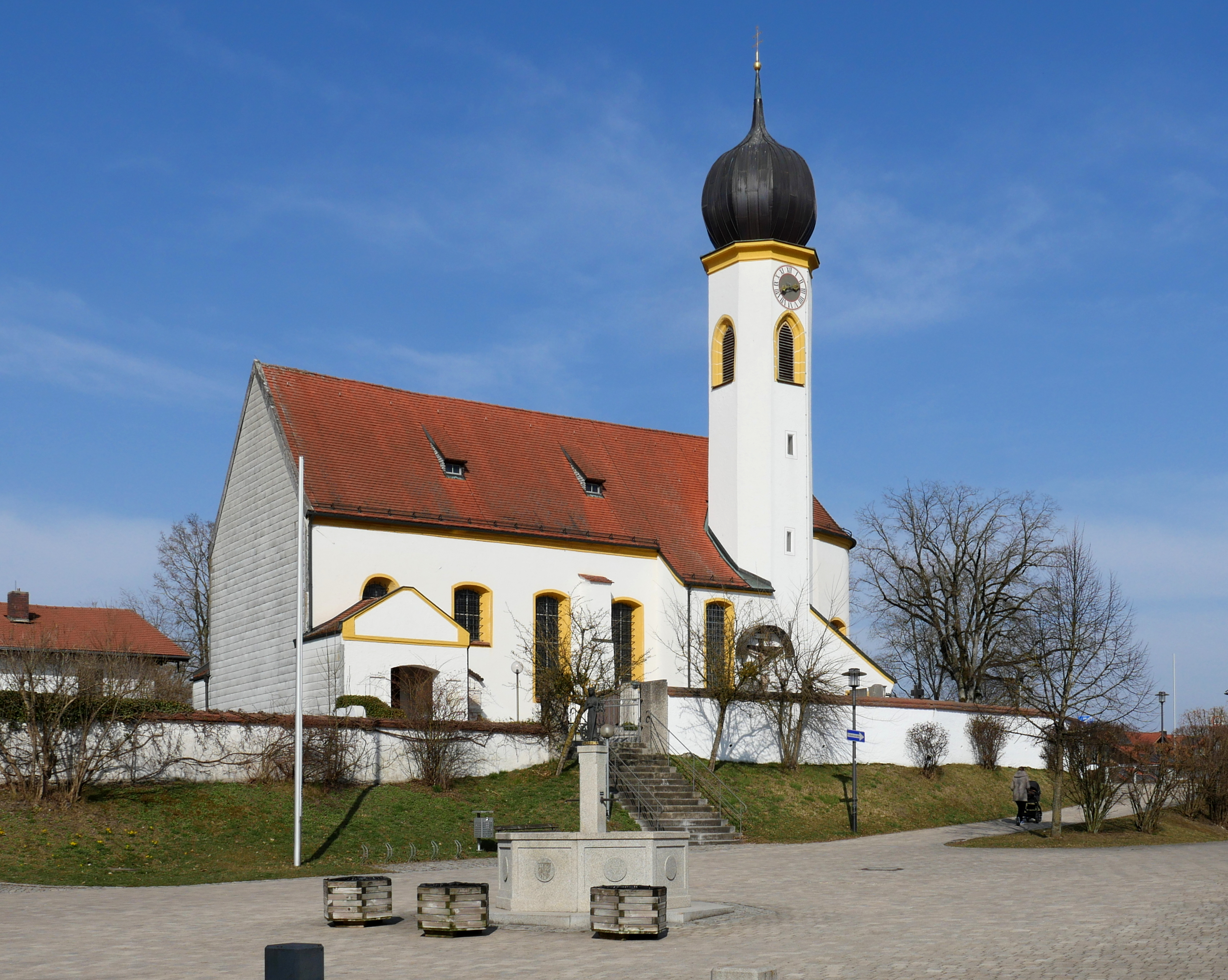
Pfarrkirche St. Katharina in Pfaffing (2022)

Pfaffing ist eine Gemeinde im oberbayerischen Landkreis Rosenheim. Der gleichnamige Hauptort ist Sitz der Gemeindeverwaltung und der Sitz der Verwaltungsgemeinschaft Pfaffing.

## Geographie

### Gemeindegliederung
Es gibt 72 Gemeindeteile:
- Angersberg
- Bach
- Bachleiten
- Bichl
- Boing
- Buch
- Buchleiten
- Buchsbaum
- Buchwald
- Dirnhart
- Ebrach
- Eglsee
- Englmannstett
- Eschlbach
- Etz
- Faßrain
- Filzen
- Forsting
- Fudersöd
- Gänsreit
- Garnöd
- Giglberg
- Gmain
- Graben
- Grafa
- Grill
- Gunzenrain
- Hart
- Hilgen
- Hintergraben
- Hof
- Holzmann
- Holzmannstett
- Jakobtal
- Knogl
- Koblöd
- Köckmühle
- Krut
- Lehen
- Lutzhäusl
- Nederndorf
- Neuhaus
- Neuhäusl
- Nodern
- Oberfarrach
- Obermoos
- Oberndorf
- Oberöd
- Oberübermoos
- Oed
- Pardieß
- Perach
- Pfaffing
- Potzmühle
- Rattenbach
- Reischlhilgen
- Reith
- Rettenbach
- Ried
- Schachaweber
- Scheidsöd
- Schlosserberg
- Schrödlreit
- Springlbach
- Stauden
- Steinhart
- Unterfarrach
- Untermoos
- Unterübermoos
- Voglsang
- Werfling
- Zellbach

### Natur
Folgende Schutzgebiete berühren das Gemeindegebiet:
- Landschaftsschutzgebiet Attel (LSG-00106.01)
- Fauna-Flora-Habitat-Gebiet Attel (7938-371)

## Geschichte

### Bis zur Gemeindegründung
Urkundlich erwähnt wird Pfaffing erstmals 1166. Kloster Attel und Kloster Rott hatten hier bis zur Säkularisation 1803 umfangreiche Besitztümer. Pfaffing wurde im Zuge der Verwaltungsreformen in Bayern nach 1803 eine selbständige politische Gemeinde.

### Eingemeindungen

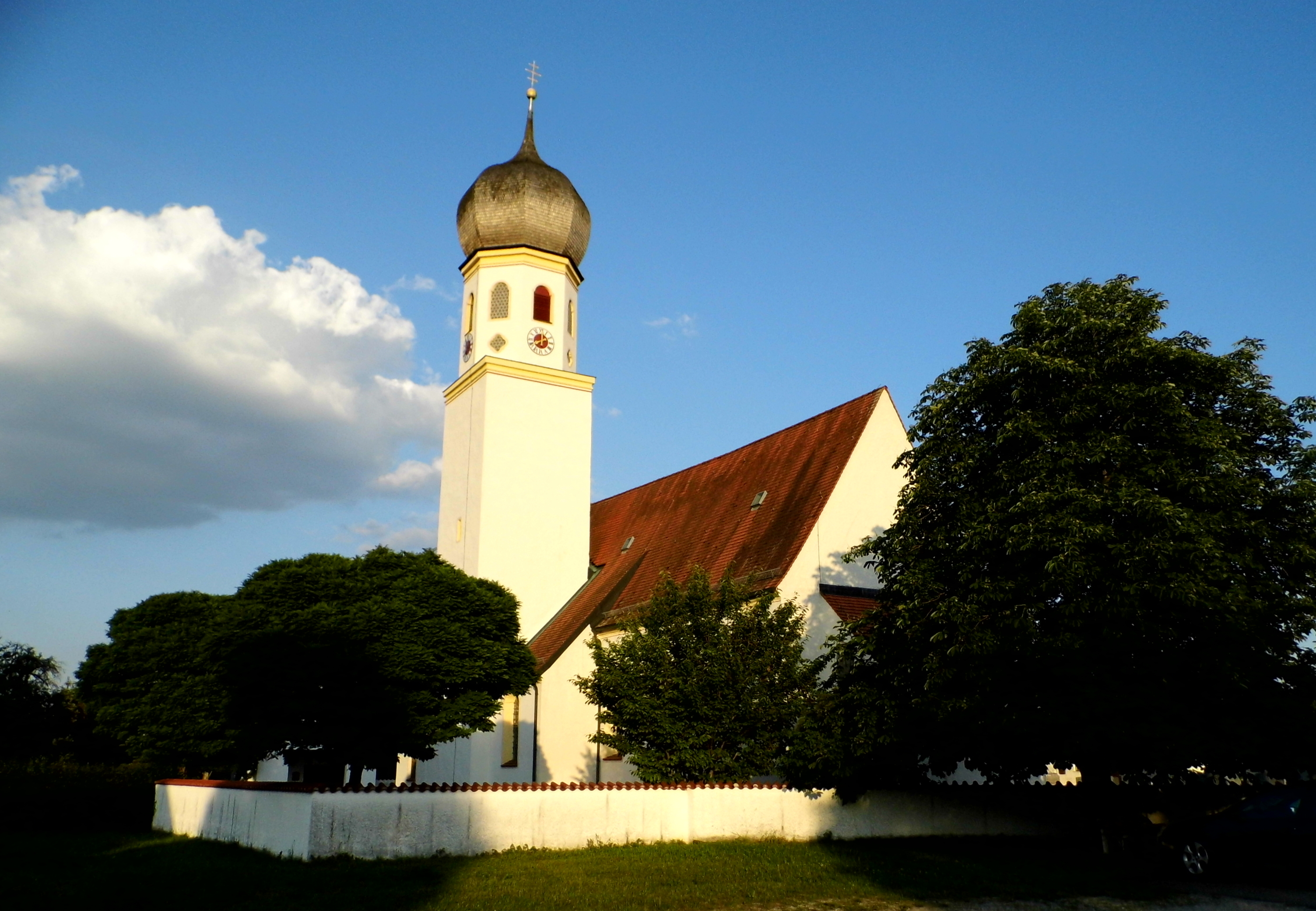
Hl.-Kreuz-Kirche in Ebrach

Am 1. Januar 1882 wurde die Gemeinde Springlbach eingegliedert. Am 1. Januar 1970 kamen Farrach und Rettenbach hinzu.
Am 1. Mai 1978 wurde die Nachbargemeinde Albaching aufgelöst und in die Gemeinde Pfaffing eingegliedert. Nach jahrelangem Widerstand und zahlreichen Verhandlungen erhielt Albaching am 1. Januar 1994 seine Selbstständigkeit zurück und bildet seitdem eine Verwaltungsgemeinschaft mit der Gemeinde Pfaffing.

### Einwohnerentwicklung

Einwohnerentwicklung seit 1840

Zwischen 1988 und 2018 stieg die Einwohnerzahl von 4180 auf 4232 um 52 Einwohner bzw. um 1,2 % geringfügig an – wobei die Ausgliederung des vormaligen Ortsteils Albaching 1994 berücksichtigt werden muss.

## Politik

### Gemeinderat
Die Gemeinderatswahl 2020 erbrachte folgende Sitzverteilung:
- Überparteiliche Wählergemeinschaft Pfaffing (ÜWG): 4 Sitze
- Freie Wählergemeinschaft Farrach-Rettenbach (FWFR): 4 Sitze
- Freie Wähler Forsting und Umgebung (FWF): 4 Sitze
- Unabhängige Bürgergemeinschaft Pfaffing (UBG): 4 Sitze

### Wappen
| Wappen von Pfaffing | Blasonierung: „Gespalten; vorne in Silber drei senkrecht stehende, durchgehende blaue Rauten, hinten geteilt von Schwarz und Silber mit einem Löwen in verwechselten Farben.“           |
| Wappen von Pfaffing | Wappenbegründung: Die drei blauen Rauten stammen aus dem Wappen des Klosters Attel, der Löwe aus dem des Klosters Rott. Somit knüpft das Gemeindewappen an die Geschichte des Ortes an. |

## Wirtschaft

### Ansässige Unternehmen

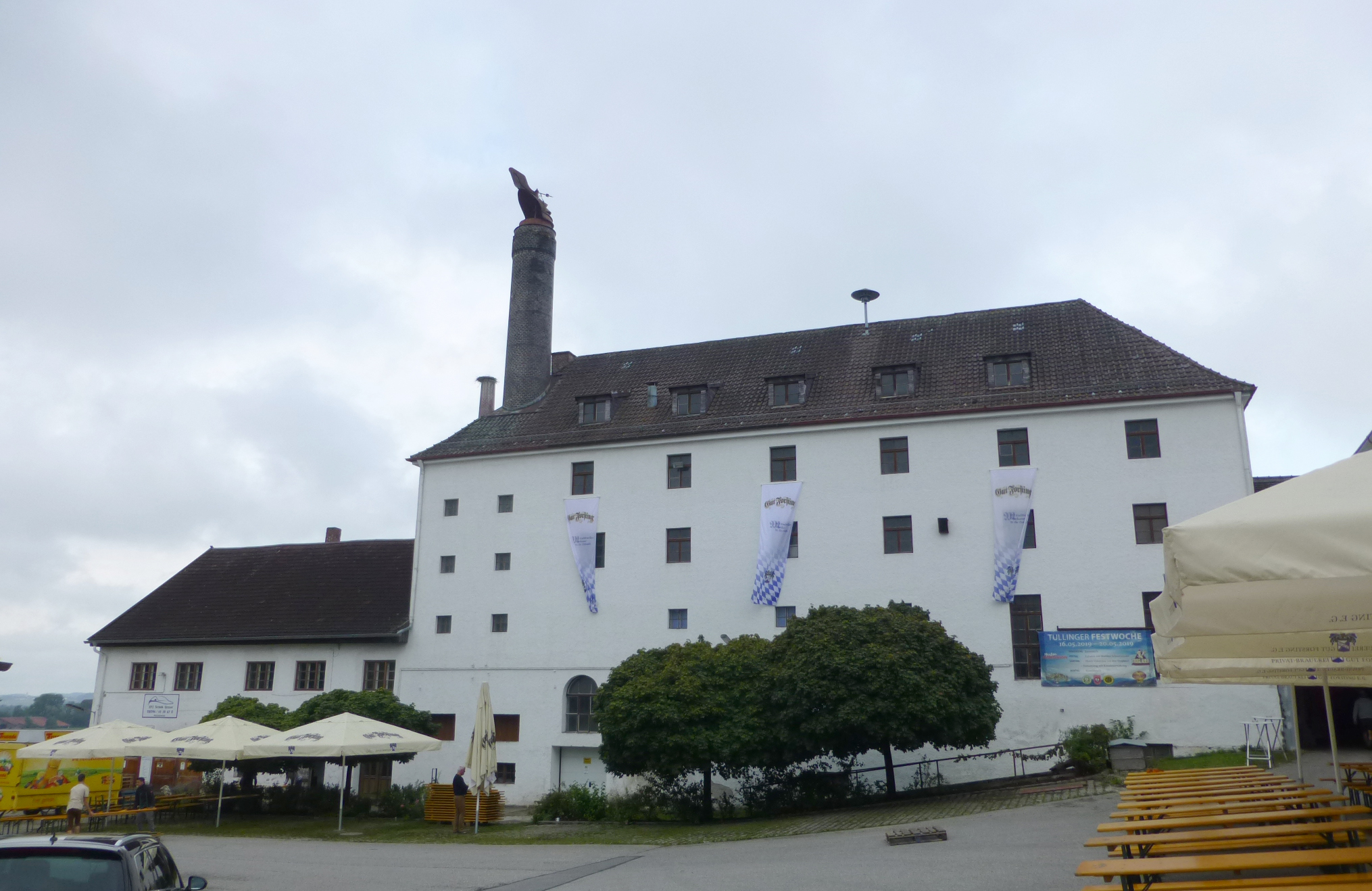
Brauerei Gut Forsting (2018)

Im Gemeindeteil Forsting liegt die Privat-Brauerei Gut Forsting e. G., die 1871 gegründet wurde und 1916 in eine Genossenschaftsbrauerei umgewandelt wurde.
Im Gemeindeteil Lehen befindet sich das Molkereiunternehmen Alpenhain Käsespezialitäten-Werk.

### Verkehr
Durch den Gemeindeteil Forsting führt die Bundesstraße 304. In diesem Gemeindeteil liegt auch ein Haltepunkt der Bahnstrecke Grafing–Wasserburg, dessen Züge im Stundentakt zum Teil bis nach München fahren. Die Station ist im Gegensatz zu den Bushaltestellen im Gemeindegebiet in den Münchner Verkehrs- und Tarifverbund integriert.
Pfaffing ist durch drei Buslinien an den Regionalverkehr Oberbayern angeschlossen. Durch die Linien 9412, 9416 und 9421 bestehen Verbindungen nach Wasserburg am Inn, Edling, Rosenheim, Rott am Inn, Ramerberg, Grafing, Ebersberg und Forsting.